# NGC 5928
NGC 5928 је лентикуларна галаксија у сазвежђу Змија која се налази на NGC листи објеката дубоког неба.
Деклинација објекта је + 18° 4' 25" а ректасцензија 15h 26m 2,8s. Привидна величина (магнитуда) објекта NGC 5928 износи 12,5 а фотографска магнитуда 13,5. NGC 5928 је још познат и под ознакама UGC 9847, MCG 3-39-27, CGCG 106-42, KCPG 465B, PGC 55072.